# Fatima Aafir
Fatima Aafir (née le 27 janvier 2004), est une athlète marocaine spécialiste des courses de demi-fond et de fond.

## Biographie
Fatima Aafir est née le 27 janvier 2004 au Maroc. Elle est vite passionnée par les courses de demi-fond et de fond et passe professionnelle en 2019.
Dès 2019 ,Fatima remporte l'épreuve du 1000 m aux championnats marocains U16 avec un chrono de 2 min 55 s 29 , son record personnel .Le 25 juin 2021, elle remporte le 3000 m steeple aux championnats marocain U20 en 10 min 35 s 06, son record personnel .La même année ,lors des championnats marocains U18, elle gagne le 800 m en 2 min 11 s 00 .Pendant ces mêmes championnats, elle remporte le 2000 m Steeple en 6 min 34 s 66 .Le 28 novembre, elle remporte son dernier titre de l'année en remportant le 2000 m steeple des championnats arabes U18 avec un temps de 6 min 57 s 71 .Elle a d'ailleurs participé aux championnats du monde U20 en août 2022 mais n'a pas dépassé les séries du 1500 m .
le 23 mai 2022, elle finit 3e du 1500 m et gagne le 3000 m des championnats arabes U20 avec des chronos respectifs de 4 min 26 s 66 et de 9 min 56 s 43 .Le 24 juillet ,elle remporte le 800 m aux championnats marocains U20 avec un temps de 2 min 16 s 87. L'année suivante elle maintient son titre national sur le 800 m en 2 min 12 s 12 ,qui sera d'ailleurs son seul titre de 2023 même si elle a participé aux championnats africains U20 dans l'épreuve du 1500 m où elle a fini 9e en 4 min 52 s 96 .
Elle remporte aussi la médaille de bronze par équipe lors des Championnats d'Afrique de cross-country 2024 à Hammamet au Maroc.De plus,elle participe aux championnats arabes où elle remporte le 5000 m en 16 min 35 s 20 ,son record personnel,et le 10 000 m avec un chrono de 36 min 20 s 97 ,là aussi son record personnel.

## Palmarès
| Date | Compétition                             | Lieu     | Résultat | Épreuve           | Performance       |
| ---- | --------------------------------------- | -------- | -------- | ----------------- | ----------------- |
| 2019 | Championnats Marocain U16               | Ifrane   | 1er      | 1000 m            | 2 min 55 s 29 PB  |
| 2021 | Championnats Marocain U20               | Abdullah | 1er      | 3000 m steeple    | 10 min 35 s 06 PB |
| 2021 | Championnats Marocain U18               | Abdullah | 1er      | 800 m             | 2 min 11 s 00     |
| 2021 | Championnats Marocain U18               | Abdullah | 1er      | 2000 m Steeple    | 6 min 34 s 66     |
| 2021 | Championnats Arabes U18                 | Radès    | 1er      | 2000 m steeple    | 6 min 51 s 71     |
| 2022 | Championnats Arabes U20                 | Radès    | 3e       | 1500 m            | 4 min 26 s 66     |
| 2022 | Championnats Arabes U20                 | Radès    | 1er      | 3000 m            | 9 min 56 s 43     |
| 2022 | Championnats marocains U20              | Abdullah | 1er      | 800 m             | 2 min 16 s 87     |
| 2023 | Championnats marocains U20              | Abdullah | 1er      | 800 m             | 2 min 12 s 12     |
| 2023 | Championnats d'Afrique U20              | Ndola    | 9e       | 1500 m            | 4 min 52 s 96     |
| 2024 | Championnats arabes U23                 | Ismailia | 1er      | 5000 m            | 16 min 35 s 20 PB |
| 2024 | Championnats arabes U23                 | Ismailia | 1er      | 10 000 m          | 36 min 20 s 97 PB |
| 2024 | Championnats marocains                  | Salé     | 11e      | 800 m             | 2 min 11 s 75     |
| 2024 | Championnats d'Afrique de cross-country | Hammamet | 3e       | Cross par équipes | 50 pts            |

## Records personnels
| Date | Lieu      | Épreuve        | Performance    |
| ---- | --------- | -------------- | -------------- |
| 2021 | Abdellah  | 2000 m Steeple | 6 min 32 s 54  |
| 2021 | Ifrane    | 800 m          | 2 min 07 s 48  |
| 2022 | Abdellah  | 1500 m         | 4 min 22 s 70  |
| 2021 | Abdellah  | 3000 m Steeple | 10 min 35 s 06 |
| 2021 | Abdellah  | 3000 m         | 9 min 32 s 48  |
| 2024 | Ismailia  | 5000 m         | 16 min 35 s 20 |
| 2019 | El-Jadida | 2000 m         | 6 min 20 s 55  |
| 2024 | Ismailia  | 10 000 m       | 36 min 20 s 97 |
| 2019 | Ifrane    | 1000 m         | 2 min 55 s 29  |